# Robertville (Waimes)
Robertville (niem. In der Bivelt; wa. El Rubiveye, Rebîveye) – dzielnica (section) gminy Waimes w Belgii, w Regionie Walońskim, w prowincji Liège, w okręgu Verviers. 1 stycznia 2020 roku liczyła 2632 mieszkańców. Do 31 grudnia 1976 r. samodzielna gmina.

## Demografia
Liczba mieszkańców, stan na 1 stycznia:
| Rok                | 1930 | 1947 | 1961 | 2020 |
| ------------------ | ---- | ---- | ---- | ---- |
| Liczba mieszkańców | 1646 | 1742 | 1712 | 2632 |